# OPRD1
OPRD1 (англ. Opioid receptor delta 1) – білок, який кодується однойменним геном, розташованим у людей на короткому плечі 1-ї хромосоми. Довжина поліпептидного ланцюга білка становить 372 амінокислот, а молекулярна маса — 40 369.
| 10         |  | 20         |  | 30         |  | 40         |  | 50         |
| ---------- |  | ---------- |  | ---------- |  | ---------- |  | ---------- |
| MEPAPSAGAE |  | LQPPLFANAS |  | DAYPSACPSA |  | GANASGPPGA |  | RSASSLALAI |
| AITALYSAVC |  | AVGLLGNVLV |  | MFGIVRYTKM |  | KTATNIYIFN |  | LALADALATS |
| TLPFQSAKYL |  | METWPFGELL |  | CKAVLSIDYY |  | NMFTSIFTLT |  | MMSVDRYIAV |
| CHPVKALDFR |  | TPAKAKLINI |  | CIWVLASGVG |  | VPIMVMAVTR |  | PRDGAVVCML |
| QFPSPSWYWD |  | TVTKICVFLF |  | AFVVPILIIT |  | VCYGLMLLRL |  | RSVRLLSGSK |
| EKDRSLRRIT |  | RMVLVVVGAF |  | VVCWAPIHIF |  | VIVWTLVDID |  | RRDPLVVAAL |
| HLCIALGYAN |  | SSLNPVLYAF |  | LDENFKRCFR |  | QLCRKPCGRP |  | DPSSFSRARE |
| ATARERVTAC |  | TPSDGPGGGA |  | AA         |  |            |  |            |

A: Аланін

C: Цистеїн

D: Аспарагінова кислота

E: Глутамінова кислота

F: Фенілаланін

G: Гліцин

H: Гістидин

I: Ізолейцин

K: Лізин

L: Лейцин

M: Метіонін

N: Аспарагін

P: Пролін

Q: Глутамін

R: Аргінін

S: Серин

T: Треонін

V: Валін

W: Триптофан

Кодований геном білок за функціями належить до рецепторів, g-білокспряжених рецепторів, білків внутрішньоклітинного сигналінгу, ліпопротеїнів. 
Локалізований у клітинній мембрані, мембрані.